# Jablonov
Jablonov es un municipio del distrito de Levoča en la región de Prešov, Eslovaquia, con una población estimada a final del año 2024 de 982 habitantes.
Se encuentra ubicado al suroeste de la región, cerca del río Hernád (cuenca hidrográfica del río Tisza) y de la frontera con la región de Košice.

## Demografía
| Año        | 1994 | 2004     | 2014    | 2024    |
| ---------- | ---- | -------- | ------- | ------- |
| Población  | 882  | 995      | 1004    | 982     |
| Diferencia |      | +12,81 % | +0,90 % | −2,19 % |

| Año        | 2023 | 2024    |
| ---------- | ---- | ------- |
| Población  | 972  | 982     |
| Diferencia |      | +1,02 % |